# Fernand Stuyck
Fernand Stuyck (ur. 5 września 1887 w Antwerpii, zm. 3 maja 1960 tamże). – szermierz reprezentujący Belgię, uczestnik letnich igrzysk olimpijskich w Londynie w 1908 roku.